# Lista odcinków serialu Zaklinacz dusz
Lista odcinków serialu Zaklinacz dusz/Zaklinaczka duchów

## Sezon 1
| N/o | #  | Tytuł                                                | Tytuł polski               | Reżyseria          | Scenariusz            | Premiera             | Premiera w Polsce (FOX Life) |
| --- | -- | ---------------------------------------------------- | -------------------------- | ------------------ | --------------------- | -------------------- | ---------------------------- |
| 1   | 1  | Pilot                                                | Zagubiony żołnierz         | John Gray          | John Gray             | 23 września 2005     | 5 stycznia 2007              |
| 2   | 2  | The Crossing                                         | Przeprawa                  | Ron Lagomarsino    | Catherine Butterfield | 30 września 2005     | 12 stycznia 2007             |
| 3   | 3  | Ghost, Interrupted                                   | Duch                       | Ian Sander         | Jed Seidel            | 7 października 2005  | 19 stycznia 2007             |
| 4   | 4  | Mended Hearts                                        | Naprawione serca           | John Gray          | John Gray             | 14 października 2005 | 26 stycznia 2007             |
| 5   | 5  | Lost Boys                                            | Zagubieni chłopcy          | Peter O'Fallon     | David Fallon          | 21 października 2005 | 2 lutego 2007                |
| 6   | 6  | Homecoming                                           | Powrót                     | James Frawley      | Lois Johnson          | 28 października 2005 | 9 lutego 2007                |
| 7   | 7  | Hope and Mercy                                       | Nadzieja i litość          | Bill L. Norton     | John Wirth            | 4 listopada 2005     | 16 lutego 2007               |
| 8   | 8  | On the Wings of a Dove                               | Na gołębich skrzydłach     | Peter O'Fallon     | Catherine Butterfield | 11 listopada 2005    | 23 lutego 2007               |
| 9   | 9  | Voices                                               | Głosy                      | Kevin Hooks        | John Belluso          | 18 listopada 2005    | 2 marca 2007                 |
| 10  | 10 | Ghost Bride                                          | Duch panny młodej          | Joanna Kerns       | Jed Seidel            | 25 listopada 2005    | 9 marca 2007                 |
| 11  | 11 | Shadow Boxer                                         | Bokser                     | Joanna Kerns       | Emily Fox             | 9 grudnia 2005       | 16 marca 2007                |
| 12  | 12 | Undead Comic                                         | Cień komika                | Eric Laneuville    | Doug Prochilo         | 16 grudnia 2005      | 23 marca 2007                |
| 13  | 13 | Friendly Neighborhood Ghost również: Ghost Next Door | Duch z sąsiedztwa          | David Jones        | Lois Johnson          | 6 stycznia 2006      | 30 marca 2007                |
| 14  | 14 | Last Execution                                       | Ostatnia Egzekucja         | James Frawley      | David Fallon          | 13 stycznia 2006     | 6 kwietnia 2007              |
| 15  | 15 | Melinda's First Ghost                                | Pierwszy duch Melindy      | Peter Werner       | Catherine Butterfield | 27 stycznia 2006     | 13 kwietnia 2007             |
| 16  | 16 | Dead Man's Ridge                                     | Pomiędzy życiem i śmiercią | James Frawley      | John Gray             | 3 lutego 2006        | 20 kwietnia 2007             |
| 17  | 17 | Demon Child                                          | Demoniczne dziecko         | Eric Laneuville    | Jed Seidel            | 3 marca 2006         | 27 kwietnia 2007             |
| 18  | 18 | Miss Fortune                                         | Magiczne sztuczki          | James Chressanthis | Emily Fox             | 10 marca 2006        | 4 maja 2007                  |
| 19  | 19 | Fury również: Condemned To Repeat                    | Gniew                      | Peter Werner       | Rama Stagner          | 31 marca 2006        | 11 mnaja 2007                |
| 20  | 20 | The Vanishing                                        | Znikanie                   | Ian Sander         | Catherine Butterfield | 7 kwietnia 2006      | 18 maja 2007                 |
| 21  | 21 | Free Fall część 1                                    | Wolny upadek               | John Gray          | John Gray             | 28 kwietnia 2006     | 25 maja 2007                 |
| 22  | 22 | The One część 2                                      | Ta jedyna                  | John Gray          | John Gray             | 5 maja 2006          | 1 czerwca 2007               |

## Sezon 2
| N/o | #  | Tytuł                                  | Tytuł polski                                       | Reżyseria           | Scenariusz                  | Premiera             | Premiera w Polsce (FOX Life) |
| --- | -- | -------------------------------------- | -------------------------------------------------- | ------------------- | --------------------------- | -------------------- | ---------------------------- |
| 23  | 1  | Love Never Dies część 3                | Miłość nigdy nie umiera również: Niepokojące duchy | John Gray           | John Gray                   | 22 września 2006     | 8 czerwca 2007               |
| 24  | 2  | Love Still Won't Die                   | Miłość wciąż nie umarła również: Przeprawa         | John Gray           | John Gray                   | 29 września 2006     | 15 czerwca 2007              |
| 25  | 3  | Drowned Lives                          | Utopione życie                                     | Ian Sander          | Jed Seidel                  | 6 października 2006  | 22 czerwca 2007              |
| 26  | 4  | The Ghost Within                       | Duch w sercu                                       | Frederick E.O. Toye | Lois Johnson                | 13 października 2006 | 29 czerwca 2007              |
| 27  | 5  | A Grave Matter                         | Pomylony grób                                      | Eric Laneuville     | Catherine Butterfield       | 20 października 2006 | 6 lipca 2007                 |
| 28  | 6  | The Woman of His Dreams                | Kobieta z jego snów również: Kobieta ze snów       | John F. Showalter   | Catherine Butterfield       | 27 października 2006 | 13 lipca 2007                |
| 29  | 7  | A Vicious Cycle                        | Zły cykl                                           | Eric Laneuville     | Jeannine Renshaw            | 3 listopada 2006     | 20 lipca 2007                |
| 30  | 8  | The Night We Met                       | Noc naszego spotkania również: Nocne spotkanie     | Peter O'Fallon      | David Fallon                | 10 listopada 2006    | 27 lipca 2007                |
| 31  | 9  | The Curse of the Ninth                 | Klątwa dziewiątki również: Klątwa muzyka           | Peter Werner        | Breen Frazier               | 17 listopada 2006    | 3 sierpnia 2007              |
| 32  | 10 | Giving Up The Ghost                    | Pożegnanie z duchem również: Opętany bejsbolista   | Peter O'Fallon      | Jim Kouf                    | 24 listopada 2006    | 10 sierpnia 2007             |
| 33  | 11 | Cat's Claw                             | Nawiedzona dżungla                                 | Victoria Hochberg   | Jim Kouf                    | 15 grudnia 2006      | 17 sierpnia 2007             |
| 34  | 12 | Dead To Rights również: Dead Reckoning | Między życiem a śmiercią                           | Peter Werner        | Wendy Mericle               | 5 stycznia 2007      | 24 sierpnia 2007             |
| 35  | 13 | Déjà Boo                               | Reinkarnacja                                       | Gloria Muzio        | Lois Johnson                | 12 stycznia 2007     | 31 sierpnia 2007             |
| 36  | 14 | Speed Demon                            | Demon szybkości                                    | James Frawley       | Alan Di Fiore               | 2 lutego 2007        | 7 września 2007              |
| 37  | 15 | Mean Ghost                             | Złośliwa cheerleaderka                             | Ian Sander          | Jeannine Renshaw            | 9 lutego 2007        | 14 września 2007             |
| 38  | 16 | The Cradle Will Rock                   | Kołyska                                            | James Chressanthis  | Jed Seidel                  | 16 lutego 2007       | 21 września 2007             |
| 39  | 17 | The Walk-In                            | Zombi                                              | Eric Laneuville     | Breen Frazier               | 23 lutego 2007       | 28 września 2007             |
| 40  | 18 | Children Of Ghosts                     | Dzieci duchów                                      | Frederick E.O. Toye | Teddy Tenenbaum             | 30 marca 2007        | 5 października 2007          |
| 41  | 19 | Delia's First Ghost                    | Pierwszy duch Delii również: Wyznanie              | Kim Moses           | Jeannine Renshaw            | 6 kwietnia 2007      | 12 października 2007         |
| 42  | 20 | The Collector część 1                  | Kolekcjoner                                        | Ian Sander          | Jim Kouf Melissa Jo Peltier | 27 kwietnia 2007     | 19 października 2007         |
| 43  | 21 | The Prophet część 2                    | Prorok                                             | John Gray           | John Gray                   | 4 maja 2007          | 26 października 2007         |
| 44  | 22 | The Gathering część 3                  | Zgromadzenie również: Piąty znak                   | John Gray           | John Gray                   | 11 maja 2007         | 26 października 2007         |

## Sezon 3
| N/o | #  | Tytuł                        | Tytuł polski                          | Reżyseria           | Scenariusz                      | Premiera             | Premiera w Polsce (FOX Life) |
| --- | -- | ---------------------------- | ------------------------------------- | ------------------- | ------------------------------- | -------------------- | ---------------------------- |
| 45  | 1  | The Underneath               | Podziemie                             | John Gray           | John Gray                       | 28 września 2007     | 13 maja 2008                 |
| 46  | 2  | Don't Try This At Home       | Nie próbuj tego w domu                | Ian Sander          | Teddy Tenenbaum Laurie McCarthy | 5 października 2007  | 20 maja 2008                 |
| 47  | 3  | Haunted Hero                 | Nawiedzony bohater                    | Eric Laneuville     | Breen Frazier Karl Schaefer     | 12 października 2007 | 27 maja 2008                 |
| 48  | 4  | No Safe Place                | Obsesja                               | Peter O'Fallon      | Jeannine Renshaw                | 19 października 2007 | 3 czerwca 2008               |
| 49  | 5  | Weight Of What Was           | Ciężar przeszłości                    | Gloria Muzio        | P.K. Simonds                    | 26 października 2007 | 10 czerwca 2008              |
| 50  | 6  | Double Exposure              | Podwójna odsłona                      | Eric Laneuville     | Laurie McCarthy                 | 2 listopada 2007     | 17 czerwca 2008              |
| 51  | 7  | Unhappy Medium               | Nieszczęśliwe Medium                  | Frederick E.O. Toye | Breen Frazier                   | 9 listopada 2007     | 24 czerwca 2008              |
| 52  | 8  | Bad Blood                    | Zła krew                              | Peter Werner        | Teddy Tenenbaum                 | 16 listopada 2007    | 1 lipca 2008                 |
| 53  | 9  | All Ghosts Lead to Grandview | Wszystkie drogi prowadzą do Grandview | Frederick E.O. Toye | P.K. Simonds Laurie McCarthy    | 23 listopada 2007    | 8 lipca 2008                 |
| 54  | 10 | Holiday Spirit               | Duch Świąt                            | Steven Robman       | Jeannine Renshaw                | 14 grudnia 2007      | 15 lipca 2008                |
| 55  | 11 | Slam również: Slambook       | Szkolne plotki                        | Mark Rosman         | Karl Schaefer Daniel Sinclair   | 11 stycznia 2008     | 22 lipca 2008                |
| 56  | 12 | First Do No Harm             | Po pierwsze nie szkodzić              | Ian Sander          | John Gray                       | 18 stycznia 2008     | 29 lipca 2009                |
| 57  | 13 | Home But Not Alone           | Nie sami w domu                       | Eric Laneuville     | P.K. Simonds Laurie McCarthy    | 4 kwietnia 2008      | 5 sierpnia 2008              |
| 58  | 14 | The Gravesitter              | Tajemnice podziemia                   | Frederick E.O. Toye | John Gray                       | 11 kwietnia 2008     | 12 sierpnia 2008             |
| 59  | 15 | Horror Show                  | Horrory                               | Ian Sander          | Jeannine Renshaw                | 25 kwietnia 2008     | 19 sierpnia 2008             |
| 60  | 16 | Deadbeat Dads                | Nieobecni tatusiowie                  | Gloria Muzio        | Mark B. Perry                   | 2 maja 2008          | 26 sierpnia 2008             |
| 61  | 17 | Stranglehold część 1         | W pogoni za sprawiedliwością          | Eric Laneuville     | Laurie McCarthy P.K. Simonds    | 9 maja 2008          | 2 września 2008              |
| 62  | 18 | Pater Familias część 2       | Głowa rodziny                         | John Gray           | John Gray                       | 16 maja 2008         | 9 września 2008              |

## Sezon 4
| N/o | #  | Tytuł                         | Tytuł polski             | Reżyseria            | Scenariusz                        | Premiera             | Premiera w Polsce (FOX Life) |
| --- | -- | ----------------------------- | ------------------------ | -------------------- | --------------------------------- | -------------------- | ---------------------------- |
| 63  | 1  | Firestarter                   | Podpalenie               | Eric Laneuville      | P.K. Simonds                      | 3 października 2008  | 4 kwietnia 2009              |
| 64  | 2  | Big Chills                    | Spotkanie po latach      | Peter Werner         | Laurie McCarthy                   | 10 października 2008 | 11 kwietnia 2009             |
| 65  | 3  | Ghost in the Machine          | Rzeczywistość wirtualna  | Steven Robman        | Jeannine Renshaw                  | 17 października 2008 | 18 kwietnia 2009             |
| 66  | 4  | Save Our Souls                | Nawiedzony statek        | Gloria Muzio         | Mark B. Perry                     | 24 października 2008 | 25 kwietnia 2009             |
| 67  | 5  | Bloodline                     | Zamienione życia         | Ian Sander           | Melissa Blake Joy Blake           | 31 października 2008 | 2 maja 2009                  |
| 68  | 6  | Imaginary Friends and Enemies | Wyimaginowany przyjaciel | Eric Laneuville      | Vivian Lee                        | 7 listopada 2008     | 9 maja 2009                  |
| 69  | 7  | Threshold                     | Nieśmiertelna miłość     | John Gray            | John Gray                         | 14 listopada 2008    | 16 maja 2009                 |
| 70  | 8  | Heart & Soul                  | Serce i dusza            | Ian Sander           | Mark B. Perry P.K. Simonds        | 21 listopada 2008    | 23 maja 2009                 |
| 71  | 9  | Pieces of You                 | Studnia życzeń           | Jim Chressanthis     | Laurie McCarthy                   | 5 grudnia 2008       | 30 maja 2009                 |
| 72  | 10 | Ball and Chain                | Syndrom sztokholmski     | Eric Laneuville      | Christina M. Kim Jeannine Renshaw | 19 grudnia 2008      | 6 czerwca 2009               |
| 73  | 11 | Life on the Line              | Życie na krawędzi        | Eric Laneuville      | Christina M. Kim Jeannine Renshaw | 9 stycznia 2009      | 13 czerwca 2009              |
| 74  | 12 | This Joint's Haunted          | Podróż do przeszłości    | Mark Rosman          | Mark B. Perry                     | 16 stycznia 2009     | 13 czerwca 2009              |
| 75  | 13 | Body of Water                 | Jezioro tajemnic         | Jennifer Love Hewitt | P.K. Simonds Laurie McCarthy      | 23 stycznia 2009     | 20 czerwca 2009              |
| 76  | 14 | Slow Burn                     | Mroczny sekret           | Steven Robman        | Jeannine Renshaw                  | 6 lutego 2009        | 20 czerwca 2009              |
| 77  | 15 | Greek Tragedy                 | Tragedia grecka          | Karen Gaviola        | Christina M. Kim                  | 13 lutego 2009       | 27 czerwca 2009              |
| 78  | 16 | Ghost Busted                  | Łowca duchów             | John Behring         | Mark B. Perry P.K. Simonds        | 27 lutego 2009       | 27 czerwca 2009              |
| 79  | 17 | Delusions Of Grandwiew        | Ciemna strona Grandview  | Jefery Levy          | Laurie McCarthy Mark B. Perry     | 6 marca 2009         | 4 lipca 2009                 |
| 80  | 18 | Leap of Faith                 | Ślepa wiara              | Ian Sander           | John Gray                         | 13 marca 2009        | 4 lipca 2009                 |
| 81  | 19 | Thrilled To Death             | Nawiedzona wdowa         | Gloria Muzio         | Laurie McCarthy Jeannine Renshaw  | 10 kwietnia 2009     | 11 lipca 2009                |
| 82  | 20 | Stage Fright                  | Trema                    | Eric Laneuville      | Mark B. Perry                     | 24 kwietnia 2009     | 11 lipca 2009                |
| 83  | 21 | Cursed                        | Przekleństwo             | Kim Moses            | Laurie McCarthy                   | 1 maja 2009          | 18 lipca 2009                |
| 84  | 22 | Endless Love                  | Wieczna miłość           | Ian Sander           | P.K. Simonds                      | 8 maja 2009          | 18 lipca 2009                |
| 85  | 23 | Book of Changes               | Księga przemian          | John Gray            | John Gray                         | 15 maja 2009         | 25 lipca 2009                |

## Sezon 5
| N/o | #  | Tytuł                      | Tytuł polski                     | Reżyseria            | Scenariusz                         | Premiera             | Premiera w Polsce (FOX Life) |
| --- | -- | -------------------------- | -------------------------------- | -------------------- | ---------------------------------- | -------------------- | ---------------------------- |
| 86  | 1  | Birthday Presence          | Urodzinowa klątwa                | Jennifer Love Hewitt | P.K. Simonds Laurie McCarthy       | 25 września 2009     | 4 kwietnia 2010              |
| 87  | 2  | See No Evil                | Przeklęta wiadomość              | Eric Laneuville      | Jeannine Renshaw                   | 2 października 2009  | 11 kwietnia 2010             |
| 88  | 3  | Till Death Do Us Start     | Dopóki śmierć nas nie połączy    | Gloria Muzio         | Mark B. Perry                      | 9 października 2009  | 18 kwietnia 2010             |
| 89  | 4  | Do Over                    | Druga szansa                     | John Gray            | John Gray                          | 16 października 2009 | 25 kwietnia 2010             |
| 90  | 5  | Cause For Alarm            | Odrzucenie                       | Ian Sander           | Melissa Blake Joy Blake            | 23 października 2009 | 2 maja 2010                  |
| 91  | 6  | Head Over Heels            | Jeździec bez głowy               | Steven Robman        | Laurie McCarthy Stephanie SenGupta | 30 października 2009 | 9 maja 2010                  |
| 92  | 7  | Devil's Bargain            | Pakt z diabłem                   | James Chressanthis   | P.K. Simonds Mark B. Perry         | 6 listopada 2009     | 16 maja 2010                 |
| 93  | 8  | Dead Listing               | Śmiertelna alergia               | Peter Werner         | Laurie McCarthy Mark B. Perry      | 13 listopada 2009    | 23 maja 2010                 |
| 94  | 9  | Lost in the Shadows        | Zagubiona pośród cieni           | Kim Moses            | P.K. Simonds Laurie McCarthy       | 20 listopada 2009    | 30 maja 2010                 |
| 95  | 10 | Excessive Forces           | Nieuzasadnione użycie siły       | Kenny Leon           | Stephanie SenGupta                 | 4 grudnia 2009       | 6 czerwca 2010               |
| 96  | 11 | Dead Air                   | Duch w eterze                    | Gloria Muzio         | Laurie McCarthy Marc B. Perry      | 8 stycznia 2010      | 13 czerwca 2010              |
| 97  | 12 | Blessings in Disguise      | Nie ma tego złego...             | Jan Eliasberg        | Jeannine Renshaw Ben Chaney        | 15 stycznia 2010     | 20 czerwca 2010              |
| 98  | 13 | Living Nightmare           | Koszmar na jawie                 | Ian Sander           | P.K. Simonds                       | 22 stycznia 2010     | 20 czerwca 2010              |
| 99  | 14 | Dead to Me                 | Martwy za życia                  | Ralph Hemecker       | Pam Norris                         | 29 stycznia 2010     | 27 czerwca 2010              |
| 100 | 15 | Implosion                  | Implozja                         | Jennifer Love Hewitt | John Gray                          | 5 marca 2010         | 27 czerwca 2010              |
| 101 | 16 | Old Sins Cast Long Shadows | Stare grzechy mają długie cienie | Jefery Levy          | Mark B. Perry                      | 12 marca 2010        | 4 lipca 2010                 |
| 102 | 17 | On Thin Ice                | Po cienkim lodzie                | Ian Sander           | Melissa Blake Joy Blake            | 2 kwietnia 2010      | 4 lipca 2010                 |
| 103 | 18 | Dead Eye                   | Ostatnie śledztwo                | John Behring         | P.K. Simonds Laurie McCarthy       | 9 kwietnia 2010      | 11 lipca 2010                |
| 104 | 19 | Lethal Combination         | Zabójcza kombinacja              | Kim Moses            | Stephanie SenGupta Steve Gottfried | 30 kwietnia 2010     | 11 lipca 2010                |
| 105 | 20 | Blood Money                | Krwawe pieniądze                 | Eric Laneuville      | P.K. Simonds Laurie McCarthy       | 7 maja 2010          | 18 lipca 2010                |
| 106 | 21 | Dead Ringer                | Bliźniacze podobieństwo          | Ian Sander           | Mark B. Perry Stephanie SenGupta   | 14 maja 2010         | 18 lipca 2010                |
| 107 | 22 | The Children's Parade      | Dziecięca parada                 | John Gray            | John Gray                          | 21 maja 2010         | 25 lipca 2010                |

1. ↑  Tytuły odcinków podane za programem telewizyjnym stacji FOXLife
2. ↑  Polskie tytuły odcinków podane za programem telewizyjnym stacji FOX Life.
3. ↑  Polskie tytuły podane za programem telewizyjnym stacji FoxLife.